# آیاکا آسای
آیاکا آسای (انگلیسی: Ayaka Asai; ۱۱ مهٔ ۱۹۹۲ – ) بازیگر، و صداپیشگی در ژاپن اهل ژاپن بود. وی از سال ۲۰۱۲ میلادی تاکنون مشغول فعالیت بوده‌است.